# Antoine-Louis Romanet
Antoine-Louis Romanet (Paris, 7 janvier 1742 - Saint-Maurice, 1er avril 1807) est dessinateur, graveur et peintre miniaturiste français.

## Biographie
Né à Paris en 1742, Romanet descend peut-être d'une lignée de graveurs établis à Paris, place Cambray, depuis la fin du XVIIe siècle ; par ailleurs, il est le cousin de l'épouse du graveur Jean-Georges Wille, qui le forme à l'art de la gravure. Par Wille, il entre en apprentissage chez Christian von Mechel à Bâle de 1765 à 1767, où il grave ses premières pièces au burin,. 
Le 26 juin 1770, il épouse Françoise-Nicole Mancel, fille d'un aubergiste parisien installé rue Saint-Jacques, mariage dont Wille est témoin. Le couple aura au moins quatre enfants : Louis Benoist Antoine, Pierre Louis, Louise Renée, et Julie.
Le 16 avril 1776, la police débarque dans sa demeure, rue de la Harpe, le conduit dans son atelier place Cambray, pour y saisir le cuivre et les épreuves d'une gravure représentant Mme de Saint-Vincent, après que celle-ci s'est plainte, dans le cadre d'une obscure affaire de mœurs. Le rapport de police indique que « Romanet est âgé de 33 ans » et que son marchand est un certain Isabey.
En 1781, il est en affaires avec le marchand Jean-Baptiste-Pierre Lebrun à qui il réclame règlement de ses travaux. Il expose au « Salon de la Correspondance » (1779-1787) organisé par Pahin de La Blancherie.
En 1797, il a pour élève le Suisse Marc-Louis Arlaud : Romanet, en plus de la gravure, pratique le portrait en miniature.
Son atelier et son échoppe, à la fin du XVIIIe siècle, se situent place du Pont-Saint-Michel, vis-à-vis le quai des Augustins, comme il en fait publicité en bas de ses estampes.
Romanet est mort le 1er avril 1807 à Saint-Maurice.

## Œuvre

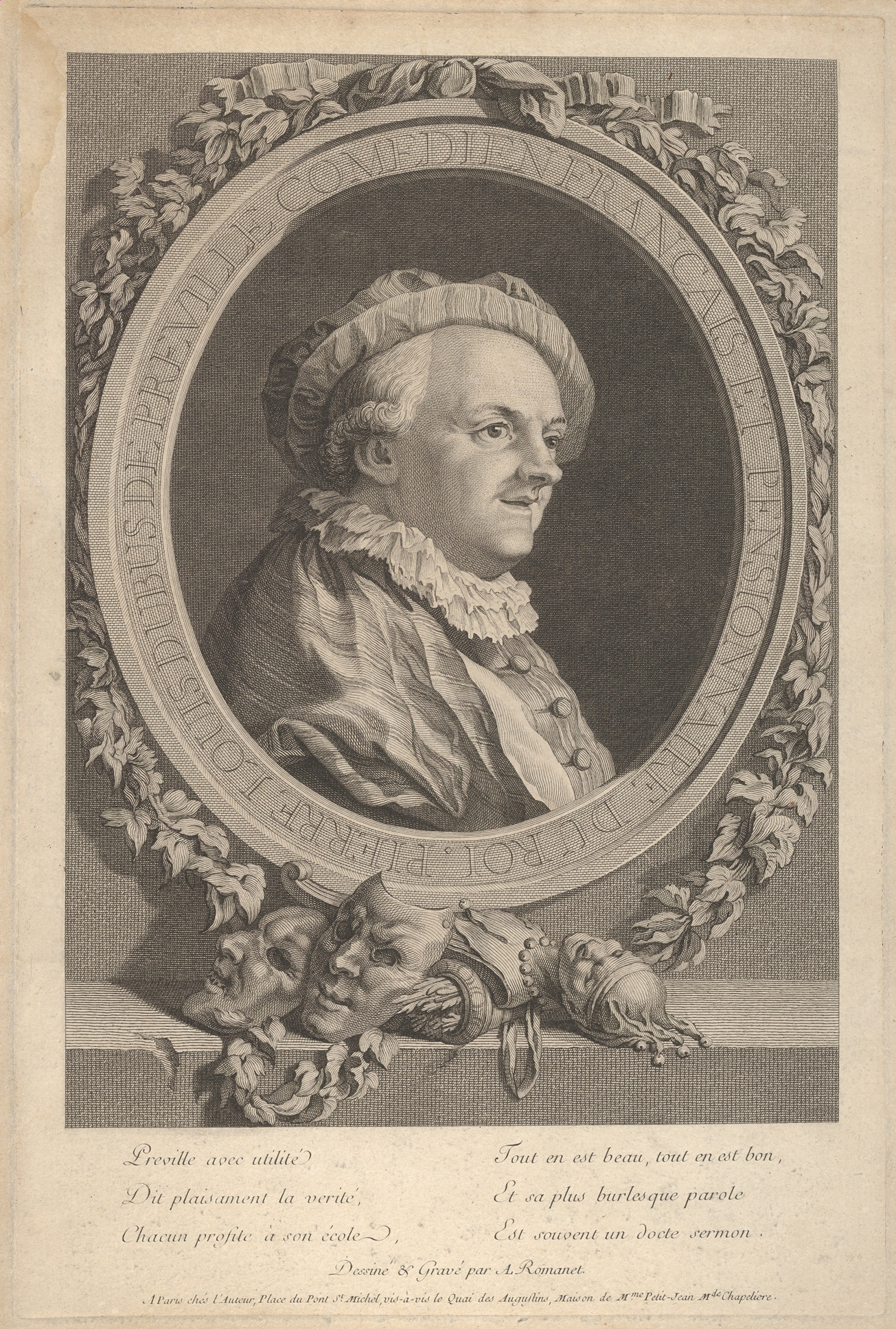
Portrait gravé du comédien Préville, d'après un dessin de Romanet.

### Travaux collectifs
- L'Histoire des Mœurs et du Costume des Français, Paris, Prault, 1775[9].
- Cabinet de M. Poullain, Paris, Basan et Poignant, 1781.
- Galerie du duc de Choiseul.
- Galerie de Jean-Baptiste-Pierre Lebrun.
- Galerie du Palais Royal (1786).

### Estampes
Outre de nombreux portraits originaux et d'interprétation, souvent signés « A. Romanet », on trouve :
D'après Fragonard :
- La Famille du fermier, eau-forte de Marillier.

D'après Freudenberger :
- Le Bain et Le Lever, 1774.
- Les deux cages, 1780.

D'après Queverdo :
- Nouvelle du bien aimé.

D'après Charles Meynier :
- L'Amour considérant le portrait de Psyché (1810-1811), terminée par Étienne-Frédéric Lignon[10].